# グリグリ
グリグリ
1. オノマトペの一種。以下に記述。
2. グリグリ (漫画) - つのだじろう作の漫画
3. グリ・グリ - ドクター・ジョンのアルバム。原題はGris-Gris。
4. GRIGRI - ペツル社（英語版）の自動ビレイ器
5. アニメ『魔動王グランゾート』に登場する耳長族の少女 →魔動王グランゾート#主要人物を参照
6. グリグリ攻撃 - 臼井儀人原作の漫画・アニメ『クレヨンしんちゃん』における野原みさえのお仕置き技の一つ
7. リセット・メレンデスのヒット曲、『Goody Goody（英語版）』の俗称
8. PS用ゲームソフト『グリントグリッター』の略称
9. GROOVER制作の美少女ゲーム、グリーングリーンの略称
10. Guri Guri - 佐藤ひろ美のシングル。上記アニメ（9.）のOPテーマ。
11. グリグリ 〜goody goody〜 - TBSラジオの番組。番組名の由来は7.。

グリグリとは、オノマトペ擬音の一種で、拳などを押しつけて回転させて擦るような動きに対して使われる。
押しつけるのは拳に限らないが、人体の一部であることが多い。漫画などの創作においても用いられ、両拳で相手のこめかみをはさんでグリグリしたり、相手の頭を小脇に抱えてやはりこめかみに拳を押しつけてグリグリしたり、指を頬や物体などに押しつけてグリグリする動作がある。
他に将棋の棋士である羽生善治が対局中、勝ちを確信したときに出る、打ち下ろした駒をさらに指でグリグリと盤に押し付ける仕草もグリグリと呼ばれる。